# Монастырь Святой Бригитты (Турку)
Монастырь Святой Бригитты (фин. Turun birgittalaisluostari) — единственный в городе Турку и второй в Финляндии католический монастырь ордена бригитток, действующий при церкви святой Бригитты и посвящённый Биргитте Шведской.
Монастырь был основан в 1986 году и на 2011 год насчитывал девять монахиней разных национальностей — из Индии, Мексики, Италии, Польши, а также Финляндии.
Насельницы монастыря исполняют послушания по обслуживанию гостиницы, расположенной при церкви святой Бригитты, а также занимаются книгоиздательской деятельностью.